# Ontwikkelingskabinet VII
Het Ontwikkelingskabinet VII (Indonesisch: Kabinet Pembangunan VII) was een Indonesisch kabinet dat regeerde van maart tot mei 1998, onder leiding van president Soeharto en vicepresident Bacharuddin Jusuf Habibie. Het Ontwikkelingskabinet VII was het laatste van zeven 'ontwikkelingskabinetten' van Soeharto in zijn periode van Nieuwe Orde.
Bij het formeren van het kabinet zat Indonesië midden in de Aziatische financiële crisis. Het kabinet was controversieel, onder andere omdat Soeharto zijn dochter Siti Hardiyanti Rukmana als minister van sociale zaken aanwees en zijn goede vriend Bob Hasan als minister van industrie en handel. Vanwege de financiële crisis waren er in 1997 en 1998 in toenemende mate demonstraties tegen de regering. Dit kwam tot een uitbarsting in mei 1998 nadat vier demonstrerende studenten van de Universitas Trisakti in Jakarta werden gedood door militairen. Op 20 mei 1998 namen veertien ministers ontslag, en de volgende ochtend diende president Soeharto zijn ontslag in. Hij werd als president vervangen door vicepresident B.J. Habibie, die twee dagen later het Kabinet voor Hervorming van Ontwikkeling voorstelde.

## Kabinetsprogramma
Voor het Ontwikkelingskabinet VII werden de volgende vier doelen gesteld:
1. Voortzetten van de ontwikkelingstrilogie. Met ontwikkelingstrilogie (Trilogi Pembangunan) werd gedoeld op: nationale stabiliteit, hoge economische groei en evenwichtige ontwikkeling.[2]
2. Verzekeren van zelfredzaamheid en onafhankelijkheid in een globaliserende wereld.
3. Nationale veerkracht en verdediging op basis van zelfredzaamheid en samenwerking.
4. Behouden van eenheid als land en als volk op basis van de Pancasila en de Grondwet van 1945.

## Samenstelling

### President en vicepresident
| President | President | Vicepresident | Vicepresident             |
| --------- | --------- | ------------- | ------------------------- |
| Soeharto  |           |               | Bacharuddin Jusuf Habibie |

### Coördinerend ministers
| Nr. | Ministerspost                                                                           | Minister | Minister                | Partij |
| --- | --------------------------------------------------------------------------------------- | -------- | ----------------------- | ------ |
| 1   | Coördinerend Minister voor Politieke en Veiligheidszaken                                |          | Feisal Tanjung          |        |
| 2   | Coördinerend Minister voor Economie, Financiën en Industrie                             |          | Ginandjar Kartasasmita  |        |
| 3   | Coördinerend Minister voor Toezicht op Ontwikkeling en Benutting van het Staatsapparaat |          | Hartarto Sastrosoenarto |        |
| 4   | Coördinerend Minister voor Volkswelvaart en Armoedebestrijding                          |          | Haryono Suyono          |        |

### Ministers
| Nr. | Ministerspost                                  | Minister | Minister                       | Partij |
| --- | ---------------------------------------------- | -------- | ------------------------------ | ------ |
| 5   | Minister van Binnenlandse Zaken                |          | R. Hartono                     |        |
| 6   | Minister van Buitenlandse Zaken                |          | Ali Alatas                     |        |
| 7   | Minister van Defensie en Veiligheid            |          | Wiranto                        |        |
| 8   | Minister van Justitie                          |          | Muladi                         |        |
| 9   | Minister van Informatie                        |          | Muhammad Alwi Dahlan           |        |
| 10  | Minister van Financiën                         |          | Fuad Bawazier                  |        |
| 11  | Minister van Industrie en Handel               |          | Bob Hasan                      |        |
| 12  | Minister van Landbouw                          |          | Justika Baharsjah              |        |
| 13  | Minister van Mijnbouw en Energie               |          | Kuntoro Mangkusubroto          |        |
| 14  | Minister van Bosbouw en Tuinbouw               |          | Sumahadi                       |        |
| 15  | Minister van Openbare Werken                   |          | Rachmadi Bambang Sumadhijo     |        |
| 16  | Minister van Transport                         |          | Giri Suseno Hadihardjono       |        |
| 17  | Minister van Toerisme, Kunst en Cultuur        |          | Abdul Latief (tot 17 mei 1998) |        |
| 18  | Minister van Coöperaties en Kleine Ondernemers |          | Subiakto Tjakrawerdaya         |        |
| 19  | Minister van Arbeid                            |          | Theo L. Sambuaga               | Golkar |
| 20  | Minister van Transmigratie en Bosbewoners      |          | A.M. Hendropriyono             |        |
| 21  | Minister van Onderwijs en Cultuur              |          | Wiranto Arismunandar           |        |
| 22  | Minister van Gezondheid                        |          | Faried Anfasa Moeloek          |        |
| 23  | Minister van Godsdienst                        |          | Muhammad Quraish Shihab        |        |
| 24  | Minister van Sociale Zaken                     |          | Siti Hardijanti Rukmana        | Golkar |

### Ministers van staat
| Nr. | Ministerspost                                              | Minister | Minister              | Partij |
| --- | ---------------------------------------------------------- | -------- | --------------------- | ------ |
| 25  | Minister van Staat / Staatssecretaris                      |          | Saadillah Mursjid     |        |
| 26  | Minister van Staat voor Onderzoek en Technologie           |          | Rahardi Ramelan       |        |
| 27  | Minister van Staat voor Investeringen                      |          | Sanyoto Sastrowardoyo |        |
| 28  | Minister van Staat voor Landzaken                          |          | Ary Mardjono          |        |
| 29  | Minister van Staat voor Volkshuisvesting en Nederzettingen |          | Akbar Tanjung         | Golkar |
| 30  | Minister van Staat voor Milieu                             |          | Juwono Sudarsono      |        |
| 31  | Minister van Staat voor Voedsel, Tuinbouw en Medicijnen    |          | Haryanto Dhanutirto   |        |
| 32  | Minister van Staat voor Staatsbedrijven                    |          | Tanri Abeng           |        |
| 33  | Minister van Staat voor de Rol van Vrouwen                 |          | Tuty Alawiyah         |        |
| 34  | Minister van Staat voor Jongeren en Sport                  |          | Agung Laksono         | Golkar |

### Beambten met de status van minister
| Nr. | Ministerspost                   | Minister | Minister               | Partij |
| --- | ------------------------------- | -------- | ---------------------- | ------ |
| 35  | Procureur-generaal              |          | Soedjono C. Atmonegoro |        |
| 36  | Gouverneur van de Centrale Bank |          | Syahril Sabirin        |        |

## Ontslag van ministers en val van Soeharto

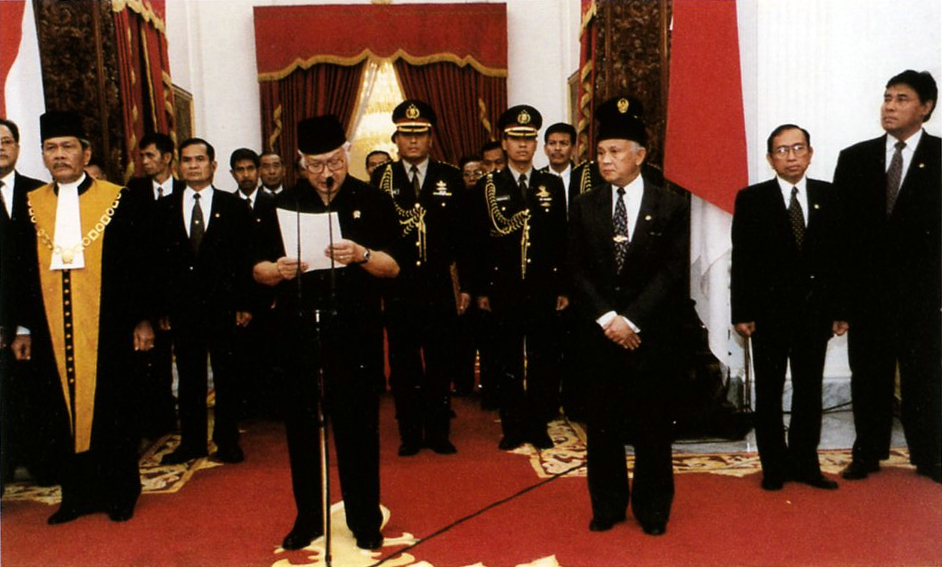
Soeharto dient zijn ontslag in op 21 mei 1998.

Op 17 mei 1998, volgend op drie dagen van hevige rellen in Jakarta, besloot toerismeminister Abdul Latief zijn functie neer te leggen, officieel omdat hij meer tijd met zijn gezin wilde doorbrengen. Om de crisis het hoofd te bieden was president Soeharto vervolgens van plan om het kabinet opnieuw vorm te geven Op 20 mei gaven veertien ministers echter aan er niet voor open te staan opgenomen te worden in een hervormd kabinet.
Met een afnemende populariteit onder het volk en afnemende steun van het leger, gecombineerd met de ingetrokken steun door een groot deel van het kabinet, nam Soeharto in de ochtend van 21 mei 1998 het bijna onvermijdelijke besluit om na ruim 30 jaar terug te treden als president. Hiermee kwam er een einde aan het Nieuwe Orde-regime. Soeharto werd als president vervangen door vicepresident B.J. Habibie en het Ontwikkelingskabinet VII werd vervangen door het Kabinet voor Hervorming van Ontwikkeling (Kabinet Reformasi Pembangunan). De periode die op dat moment begon staat ook bekend als de Reformasi.